# Trinucleidae
Famille
Sous-familles de rang inférieur
- † Trinucleinae Hawle and Corda, 1847
- † Cryptolithinae Angelin, 1854
- † Hanchungolithinae Lu, 1963
- † Marrolithinae Hughes, 1975
- † Reedolithinae Hughes, 1975

Les Trinucleidae constituent une famille fossile de trilobites de l'ordre des Asaphida et de la super-famille des Trinucleoidea. 

## Aperçu des genres
- Anebolithus
- Australomyttonia
- Bancroftolithus
- Bergamia
- Bettonolithus
- Botrioides
- Broeggerolithus
- Costonia
- Cryptolithoides
- Cryptolithus
- Deanaspis
- Declivolithus
- Decordinaspis
- Eirelithus
- Famatinolithus
- Furcalithus
- Guandacolithus
- Gymnostomix
- Hanchungolithus
- Huenickenolithus
- Incaia
- Jianxilithus
- Lloydolithus
- Lordshillia
- Marekolithus
- Marrolithoides
- Marrolithus
- Microdiscus
- Myinda
- Myindella
- Myttonia
- Nankinolithus
- Ningkianolithus
- Novaspis
- Onnia
- Paratretaspis
- Paratrinucleus
- Parkesolithus
- Pragolithus
- Protoincaia
- Protolloydolithus
- Reedolithus
- Reuscholithus
- Salterolithus
- Stapeleyella
- Telaeomarrolithus
- Tetrapsellium
- Tretaspis
- Trinucleus
- Whittardolithus
- Xiushuilithus
- Yinpanolithus